# Raymond Pélissier
Pour les articles homonymes, voir Pélissier.
Raymond Pélissier est un acteur français, né à Paris le 6 janvier 1911 et mort à Saint-Mandé le 24 décembre 1978. En fin de carrière il tourna beaucoup pour la télévision dans des téléfilms ou séries télévisées. Entre autres : Le Tribunal de l'impossible, Le Théâtre de la jeunesse, Les Cinq Dernières Minutes, Thierry la Fronde, La caméra explore le temps....

## Filmographie

### Cinéma
- 1937 : Drôle de drame de Marcel Carné
- 1937 : La Marseillaise de Jean Renoir
- 1938 : Le Quai des brumes de Marcel Carné
- 1945 : L'Ennemi secret de J.K. Raymond-Millet - court métrage -
- 1947 : Bien mal acquis... de G.R Kronegger et Claude Gourot - court métrage -
- 1947 : La Télévision, œil de demain de J.K. Raymond-Millet - court métrage -
- 1948 : Cartouche, roi de Paris de Guillaume Radot
- 1948 : Suzanne et ses brigands de Yves Ciampi
- 1949 : Ève et le Serpent de Charles-Félix Tavano - L'impresario
- 1950 : Ce bon Monsieur Durand de Charles-Félix Tavano - court métrage -
- 1950 : Le Clochard milliardaire de Léopold Gomez - Un inspecteur
- 1950 : La Peau d'un homme de René Jolivet
- 1950 : Sous le ciel de Paris de Julien Duvivier - Un inspecteur
- 1952 : Eternel espoir de Max Joly
- 1953 : Lumière de Paul Paviot - court métrage -
- 1957 : La Peau de l'ours de Claude Boissol - Le proviseur
- 1959 : À double tour de Claude Chabrol - Le jardinier
- 1960 : Les Distractions de Jacques Dupont
- 1961 : Les Godelureaux de Claude Chabrol
- 1962 : Les Dimanches de Ville-d'Avray de Serge Bourguignon
- 1963 : Maintenant et demain de Jean Bellanger - court métrage -
- 1966 : La Prise de pouvoir par Louis XIV de Roberto Rossellini - Film à l'origine pour la télévision
- 1968 : Un jeune couple de René Gainville
- 1978 : One, Two, Two : 122, rue de Provence de Christian Gion

### Télévision
- 1957 : En votre âme et conscience, épisode : Le testament du duc de Bourbon de  Marcel Cravenne
- 1960 : En votre âme et conscience :  La Chambre 32 de Claude Barma
- 1961 : En votre âme et conscience, épisode : L'Affaire Courtois de  Jean-Pierre Marchand
- 1965 : Les Jeunes Années, épisodes 22, 25 de Joseph Drimal : le directeur du Théâtre de la Comédie
- 1966 : Les Cinq Dernières Minutes, épisode La Rose de fer de Jean-Pierre Marchand
- 1967 : Les Habits noirs (roman de Paul Féval), feuilleton télévisé de René Lucot
- 1969 : Jacquou le Croquant, feuilleton de Stellio Lorenzi
- 1970 : Le Tribunal de l'impossible : Un esprit nommé Katie King de Pierre Badel

## Théâtre
- 1955 : La Tueuse de André-Paul Antoine, Théâtre du Grand-Guignol
- 1959 : Les Trois Chapeaux claque de Miguel Mihura, mise en scène Olivier Hussenot,  Théâtre de l'Alliance française